# Eleições estaduais em Minas Gerais em 1950
As eleições estaduais em Minas Gerais em 1950 ocorreram em 3 de outubro como parte das eleições gerais no Distrito Federal, em 20 estados e nos territórios federais do Acre, Amapá, Rondônia e Roraima. Nesse dia foram eleitos o governador Juscelino Kubitschek, o vice-governador Clóvis Salgado da Gama e o senador Artur Bernardes Filho, além de 38 deputados federais e 72 deputados estaduais.
Nascido em Diamantina, Juscelino Kubitschek estudou num seminário onde concluiu o curso de Humanidades antes dos quinze anos. Telegrafista na Repartição Geral dos Telégrafos, usou seus rendimentos para custear a faculdade de Medicina, curso onde se formou em 1927 pela Universidade Federal de Minas Gerais com especialização em Urologia em Paris. Além de seu próprio consultório, prestou serviços à Santa Casa de Misericórdia de Belo Horizonte e ao Hospital da Polícia Militar de Minas Gerais. Em 1931 casou-se com Sarah Gomes de Lemos e após dois anos assumiria a chefia da Casa Civil no governo Benedito Valadares. Eleito deputado federal via Partido Progressista em 1934, perdeu o mandato ante a imposição do Estado Novo em 1937. De volta à chefia do Serviço de Urologia do Hospital da Polícia Militar, recebeu a patente de tenente-coronel em 1938 e logo depois assumiu a direção do Serviço de Cirurgia acumulando-o com os serviços prestados à Santa Casa. Nomeado prefeito de Belo Horizonte por Benedito Valadares em 1940, elegeu-se deputado federal via PSD em 1945, assinou a Constituição de 1946 e foi eleito governador de Minas Gerais em 1950.
Natural de Leopoldina, o médico Clóvis Salgado da Gama formou-se pela Universidade Federal do Rio de Janeiro e ao regressar à terra onde nasceu fundou o jornal Nova Fase, marco inicial de sua carreira política. Membro da Aliança Liberal, apoiou a candidatura de Getúlio Vargas à presidência da República embora após a Revolução de 1930 tenha ingressado na oposição à Era Vargas por solidariedade ao ex-presidente Artur Bernardes de quem foi correligionário no extinto Partido Republicano Mineiro. Durante o Estado Novo lecionou à Faculdade Nacional de Medicina e na Universidade de Minas Gerais. Em 1942 ajudou a organizar a Cruz Vermelha em Minas Gerais e após dois anos assumiu a direção do Hospital das Clínicas da Universidade Federal de Minas Gerais. Filiado ao PR foi eleito vice-governador na chapa de Juscelino Kubitschek em 1950 e assumiu o poder em 31 de março de 1955 quando o governador renunciou ao mandato para disputar a Presidência da República e após a vitória de JK foi nomeado ministro da Educação.
Na eleição para senador o vitorioso foi o advogado Artur Bernardes Filho. Mineiro de Viçosa, graduou-se na Universidade Federal do Rio de Janeiro e foi secretário-geral da Presidência da República durante o mandato de seu pai, Artur Bernardes. Fiscal do governo de Minas Gerais junto ao Banco Hipotecário e Agrícola no rastro da Revolução de 1930, passou a fazer oposição à Era Vargas como integrante do Partido Republicano Mineiro e em razão disso foi preso por seu apoio à Revolução Constitucionalista de 1932. Anistiado pela Constituição de 1934, ele e seu pai foram eleitos deputados federais no ano em questão, embora seus mandatos tenham sido extintos pelo Estado Novo. Preso e deportado, Bernardes Filho ingressou no ramo industrial ao voltar ao país e foi assessor jurídico da Companhia de Seguros Equitativa do Brasil. Signatário do Manifesto dos Mineiros em 1943, elegeu-se deputado federal ao lado do pai via PR em 1945 e ambos assinaram a Constituição de 1946, sendo que Artur Bernardes Filho venceu a eleição para senador em 1947 e foi reeleito em 1950.

## Resultado da eleição para governador
Segundo o Tribunal Superior Eleitoral houve 1.258.750 votos nominais (94,28%), 50.712 votos em branco (3,80%) e 25.582 votos nulos (1,92%) resultando no comparecimento de 1.335.044 eleitores.
| Candidatos a governador do estado | Candidatos a vice-governador | Número | Coligação | Votação | Percentual |
| --------------------------------- | ---------------------------- | ------ | --------- | ------- | ---------- |
| Juscelino Kubitschek PSD          | Ver abaixo -                 | -      | PSD, PR   | 714.664 | 56,78%     |
| Gabriel Passos UDN                | Ver abaixo -                 | -      | UDN, PDC  | 544.086 | 43,22%     |

## Resultado da eleição para vice-governador
Segundo o Tribunal Superior Eleitoral houve 1.197.870 votos nominais (89,73%), 108.538 votos em branco (8,13%) e 28.636 votos nulos (2,14%) resultando no comparecimento de 1.335.044 eleitores.
| Candidatos a vice-governador | Candidatos a governador do estado | Número | Coligação | Votação | Percentual |
| ---------------------------- | --------------------------------- | ------ | --------- | ------- | ---------- |
| Clóvis Salgado da Gama PR    | Ver acima -                       | -      | PSD, PR   | 676.914 | 56,51%     |
| Pedro Aleixo UDN             | Ver acima -                       | -      | UDN, PDC  | 520.956 | 43,49%     |

## Resultado da eleição para senador
Segundo o Tribunal Superior Eleitoral houve 1.182.397 votos nominais (89,73%), 123.868 votos em branco (8,13%) e 28.779 votos nulos (2,14%) resultando no comparecimento de 1.335.044 eleitores.
| Candidatos a senador da República | Primeiro suplente de senador | Número | Coligação           | Votação | Percentual |
| --------------------------------- | ---------------------------- | ------ | ------------------- | ------- | ---------- |
| Artur Bernardes Filho PR          | Ver abaixo -                 | -      | PSD, PR             | 566.520 | 47,91%     |
| Amaro Lanari Júnior UDN           | Ver abaixo -                 | -      | UDN, PDC            | 454.728 | 38,46%     |
| Joaquim Coelho Júnior PSP         | Ver abaixo -                 | -      | PSP (sem coligação) | 161.149 | 13,63%     |

## Resultado da eleição para suplente de senador
Segundo o Tribunal Superior Eleitoral houve 1.145.007 votos nominais (85,77%), 165.332 votos em branco (12,38%) e 24.705 votos nulos (1,85%) resultando no comparecimento de 1.335.044 eleitores.
| Primeiro suplente de senador  | Candidatos a senador da República | Número | Coligação           | Votação | Percentual |
| ----------------------------- | --------------------------------- | ------ | ------------------- | ------- | ---------- |
| Péricles Pinto da Silva PR    | Ver acima -                       | -      | PSD, PR             | 556.277 | 48,58%     |
| Francisco Magalhães Gomes UDN | Ver acima -                       | -      | UDN, PDC            | 459.575 | 40,14%     |
| Eurico Carteia Prado PSP      | Ver acima -                       | -      | PSP (sem coligação) | 129.155 | 11,28%     |

## Deputados federais eleitos
São relacionados os candidatos eleitos com informações complementares da Câmara dos Deputados.

Representação eleita
  PSD: 17
  UDN: 12
  PTB: 5
  PR: 4

Fonteː
| Deputados federais eleitos | Partido | Votação | Percentual | Cidade onde nasceu     | Unidade federativa |
| Ovídio de Abreu            | PSD     | 43.115  |            | Pará de Minas          | Minas Gerais       |
| Benedito Valadares         | PSD     | 38.987  |            | Pará de Minas          | Minas Gerais       |
| Vasconcelos Costa          | PSD     | 32.500  |            | Sete Lagoas            | Minas Gerais       |
| Walter Athayde             | PTB     | 28.832  |            | Barbacena              | Minas Gerais       |
| Euvaldo Lodi               | PSD     | 24.689  |            | Ouro Preto             | Minas Gerais       |
| Magalhães Pinto            | UDN     | 24.408  |            | Santo Antônio do Monte | Minas Gerais       |
| Bias Fortes                | PSD     | 23.884  |            | Barbacena              | Minas Gerais       |
| Osvaldo Costa              | PSD     | 21.280  |            | Elói Mendes            | Minas Gerais       |
| Monteiro de Castro         | UDN     | 20.528  |            | Sabará                 | Minas Gerais       |
| Leopoldo Maciel            | UDN     | 18.895  |            | Patos de Minas         | Minas Gerais       |
| Alberto Deodato            | UDN     | 18.689  |            | Maruim                 | Sergipe            |
| Olavo Bilac Pinto          | UDN     | 18.334  |            | Santa Rita do Sapucaí  | Minas Gerais       |
| Israel Pinheiro            | PSD     | 18.128  |            | Caeté                  | Minas Gerais       |
| Carlos Luz                 | PSD     | 17.663  |            | Três Corações          | Minas Gerais       |
| Rondon Pacheco             | UDN     | 17.524  |            | Uberlândia             | Minas Gerais       |
| Afonso Arinos              | UDN     | 17.253  |            | Belo Horizonte         | Minas Gerais       |
| Licurgo Leite              | UDN     | 17.068  |            | Muzambinho             | Minas Gerais       |
| Antônio Peixoto            | UDN     | 16.620  |            | Jequitinhonha          | Minas Gerais       |
| Guilherme Machado          | UDN     | 16.578  |            | Guanhães               | Minas Gerais       |
| José Bonifácio             | UDN     | 16.530  |            | Barbacena              | Minas Gerais       |
| Guilhermino de Oliveira    | PSD     | 16.331  |            | Belo Horizonte         | Minas Gerais       |
| Feliciano Pena             | PR      | 16.276  |            | Santa Maria de Itabira | Minas Gerais       |
| Manuel Peixoto             | UDN     | 15.664  |            | Cataguases             | Minas Gerais       |
| Dilermando Cruz            | PR      | 15.631  |            | Juiz de Fora           | Minas Gerais       |
| Olinto Fonseca             | PSD     | 15.209  |            | Formiga                | Minas Gerais       |
| Jaeder Albergaria          | PSD     | 13.720  |            | Caratinga              | Minas Gerais       |
| José Maria Alkmin          | PSD     | 13.250  |            | Bocaiuva               | Minas Gerais       |
| Tristão da Cunha           | PR      | 13.203  |            | Teófilo Otoni          | Minas Gerais       |
| Gustavo Capanema           | PSD     | 13.154  |            | Bocaiuva               | Minas Gerais       |
| Mário Palmério             | PTB     | 11.797  |            | Monte Carmelo          | Minas Gerais       |
| Uriel Alvim                | PSD     | 11.710  |            | Belo Horizonte         | Minas Gerais       |
| Tancredo Neves             | PSD     | 11.515  |            | São João del Rei       | Minas Gerais       |
| Daniel de Carvalho         | PR      | 10.821  |            | Itabira                | Minas Gerais       |
| Hildebrando Bisaglia       | PTB     | 10.706  |            | Juiz de Fora           | Minas Gerais       |
| Lúcio Bittencourt          | PTB     | 10.519  |            | Juiz de Fora           | Minas Gerais       |
| Pinheiro Chagas            | PSD     | 10.489  |            | Oliveira               | Minas Gerais       |
| Clemente Medrado           | PSD     | 10.467  |            | Pedra Azul             | Minas Gerais       |
| Machado Sobrinho           | PTB     | 7.989   |            | Juiz de Fora           | Minas Gerais       |

## Deputados estaduais eleitos
Foram escolhidos 72 deputados estaduais para a Assembleia Legislativa de Minas Gerais.

Representação eleita
  PSD: 22
  UDN: 21
  PTB: 10
  PR: 9
  PTN: 4
  PDC: 2
  PRP: 2
  PSP: 1
  PST: 1

Fonteː
| Deputados estaduais eleitos | Partido | Votação | Percentual | Cidade onde nasceu | Unidade federativa |
| Ultimo de Carvalho          | PSD     | 11.435  |            | Juiz de Fora       | Minas Gerais       |
| José Vargas da Silva        | UDN     | 10.450  |            |                    |                    |
| Fidelcino Viana             | UDN     | 9.776   |            |                    |                    |
| Manoel Taveira              | UDN     | 9.550   |            | Alfenas            | Minas Gerais       |
| Otelino Sol                 | PSD     | 9.190   |            |                    |                    |
| França Campos               | PSD     | 9.138   |            | Diamantina         | Minas Gerais       |
| José Augusto                | PSD     | 9.138   |            | Caeté              | Minas Gerais       |
| Dnar Mendes                 | UDN     | 8.878   |            | Rio Pomba          | Minas Gerais       |
| Maurício Andrade            | PSD     | 8.875   |            | Lavras             | Minas Gerais       |
| Oscar Dias Correia          | UDN     | 8.758   |            | Itaúna             | Minas Gerais       |
| Luiz Maranha                | PSD     | 8.611   |            |                    |                    |
| Eduardo Lucas               | PSD     | 8.474   |            |                    |                    |
| Soares de Figueiredo        | PSD     | 8.185   |            |                    |                    |
| Augusto Costa               | PSD     | 8.172   |            |                    |                    |
| Adolfo Portela              | PSD     | 7.879   |            |                    |                    |
| José Ribeiro Pena           | PSD     | 7.710   |            | Itapecerica        | Minas Gerais       |
| Simão da Cunha              | UDN     | 7.645   |            | Abaeté             | Minas Gerais       |
| Osvaldo Pieruccetti         | UDN     | 7.608   |            | Patrocínio         | Minas Gerais       |
| Rafael Caio                 | UDN     | 7.540   |            | Guanhães           | Minas Gerais       |
| José Grossi                 | UDN     | 7.387   |            | Ponte Nova         | Minas Gerais       |
| Horta Pereira               | UDN     | 7.360   |            | Belo Horizonte     | Minas Gerais       |
| Hermelindo Paixão           | PSD     | 6.918   |            |                    |                    |
| Fabrício Soares             | UDN     | 6.870   |            |                    |                    |
| Milton Sales                | UDN     | 6.806   |            |                    |                    |
| Antônio Pimenta             | PSD     | 6.774   |            |                    |                    |
| Martins da Costa            | PSD     | 6.771   |            |                    |                    |
| Carlos Prates               | PSD     | 6.749   |            |                    |                    |
| Sinval Siqueira             | PTB     | 6.703   |            |                    |                    |
| Castro Pires                | PSD     | 6.684   |            |                    |                    |
| Ilacir Lima                 | PTB     | 6.618   |            |                    |                    |
| Emiliano Franklin           | PSD     | 6.575   |            |                    |                    |
| Ernani Lemos                | UDN     | 6.513   |            |                    |                    |
| José Cabral                 | UDN     | 6.463   |            |                    |                    |
| Emílio Vasconcelos          | PSD     | 6.390   |            | Sete Lagoas        | Minas Gerais       |
| Cícero Dumont               | PR      | 6.329   |            |                    |                    |
| Floriano Saretti            | PSD     | 6.312   |            |                    |                    |
| José Chaves Ribeiro         | PSD     | 6.285   |            | Salinas            | Minas Gerais       |
| Manoel Costa                | UDN     | 6.285   |            | Rio Preto          | Minas Gerais       |
| Edson Rezende               | PSD     | 6.281   |            |                    |                    |
| Augusto de Figueiredo       | PSD     | 6.278   |            |                    |                    |
| Bolivar de Freitas          | PR      | 6.137   |            |                    |                    |
| Edgar da Mata Machado       | UDN     | 6.104   |            | Diamantina         | Minas Gerais       |
| Olavo Tostes Filho          | UDN     | 6.034   |            |                    |                    |
| Paulo Campos                | UDN     | 5.943   |            | Pompéu             | Minas Gerais       |
| Waldomiro Lobo              | PTB     | 5.940   |            |                    |                    |
| Odilon Rezende              | UDN     | 5.904   |            | Três Corações      | Minas Gerais       |
| Amadeu Andrada              | UDN     | 5.841   |            |                    |                    |
| José Carvalheira            | UDN     | 5.799   |            | Cataguases         | Minas Gerais       |
| José Raimundo               | PTB     | 5.633   |            |                    |                    |
| Waldir Lisboa               | PTB     | 5.608   |            |                    |                    |
| Cândido Ulhoa               | PTB     | 5.514   |            |                    |                    |
| Cyro Maciel                 | PR      | 5.432   |            | Piranga            | Minas Gerais       |
| Whady Nassif                | PTB     | 5.387   |            |                    |                    |
| Mário Hugo Ladeira          | PR      | 5.243   |            | Rio Novo           | Minas Gerais       |
| Juarez Carmo                | PR      | 5.184   |            |                    |                    |
| Sílvio Abreu                | PTB     | 5.173   |            | Rio Preto          | Minas Gerais       |
| Arlindo Zanini              | PTB     | 5.124   |            |                    |                    |
| Aurélio Mesquita            | PR      | 5.026   |            |                    |                    |
| Euclides Cintra             | PTB     | 4.667   |            |                    |                    |
| Celso Mota                  | PSP     | 4.560   |            |                    |                    |
| Magalhães Carneiro          | PR      | 4.438   |            | Silvianópolis      | Minas Gerais       |
| Antônio Franco              | PTN     | 4.388   |            |                    |                    |
| Gregoriano Canedo           | PR      | 4.275   |            |                    |                    |
| Cornélio Dias               | PR      | 4.145   |            |                    |                    |
| Lourival Brasil             | PTN     | 3.956   |            | Estrela do Sul     | Minas Gerais       |
| Antônio Lunardi             | PTN     | 3.827   |            |                    |                    |
| José Alcino Bicalho         | PTN     | 3.670   |            | Miradouro          | Minas Gerais       |
| Pinto Coelho Filho          | PDC     | 3.513   |            |                    |                    |
| Ricardo Pinto               | PDC     | 2.957   |            |                    |                    |
| José Geraldo                | PRP     | 2.828   |            |                    |                    |
| João Vaz                    | PST     | 2.504   |            |                    |                    |
| Heli Figueiredo             | PRP     | 1.959   |            |                    |                    |